# 가수의 즐거움 ~그 첫 번째~
《가수의 즐거움 ~그 첫 번째~》(唄ひ手冥利 ～其ノ壱～ 우타이테묘리 소노이치[*])는 시이나 링고의 커버 앨범으로, 2002년 5월 27일에 발매되었다. 2장이 1셋트이며, 409,000매 이상 판매되었다.

## 트랙 리스트

### 카메 팩트 디스크(亀パクトディスク)
1. 灰色の瞳 (회색의 눈동자)
카토우 토키토 & 하세가와 키요시 커버 ; 원곡은 우냐 라모스의 "Aquellos ojos grises"이다. 밴드 스피츠의 쿠사노 마사무네와의 듀엣곡이다.
2. More (Theme from Mondo Cane)
앤디 윌리엄스 커버
3. 小さな木の実 (작은 나무의 열매)
이 곡은 Bizet의 오페라, "La jolie fille de Perth"를 기반으로 만들어졌다.
4. I Wanna Be Loved by You
마릴린 먼로 커버 ; 원곡은 헬렌 케인.
5. 白い小鳩 (하얀 비둘기)
슈리 에이코 커버
6. Love Is Blind
재니스 이언 커버
7. 木綿のハンカチーフ (목면의 손수건)
히로미 오오타의 커버 ; 마츠자키 나오와의 듀엣곡이다. 시이나 링고가 남자 파트를 맡았고, 마츠자키가 여자 파트를 맡았다.
8. Yer Blues
비틀즈 커버

#### Special thanks track
1. 野薔薇 (들장미, "Heideröslein")
독일 클래식. (가사 : 괴테, 곡 : 슈베르트)

### 모리 팩트 디스크(森パクトディスク)
1. 君を愛す (그대를 사랑해, "Ich Liebe Dich")
카르멘 드래곤 커버. (가사 : 에드버드 그릭, 곡 : 한스 크리스챤 안데르센)
2. Jazz a go-go
프랑스 갈 커버.
3. 枯葉 (고엽, "Les Feuilles Mortes")
에디뜨 피아프 커버.
4. I Won't Last a Day Without You
카펜터스 커버. 우타다 히카루와의 듀엣곡이다.
5. 黒いオルフェ (검은 오르페, "Manhã de Carnaval")
영화 "Orfeu Negro"의 테마 송 커버.
6. Mr. Wonderful
페기 리 커버.
7. 玉葱のハッピーソング (양파의 해피송, "The Onion Song")
마빈 게이 커버. 그녀의 오빠, 시이나 쥰페이와의 듀엣곡이다.
8. Starting Over
존 레논 커버.

#### Special thanks track
1. 子守唄 (자장가)
쇼팽의 왈츠를 바탕으로한 곡이다. "Grande Valse brillante en la bémol majeur, op. 34 n° 2" 가 사용되었다.

| 오리콘 주간 앨범차트 1위 2002년 6월 10일자                      |                                          |                                                                                |
| 이전                                                            | 시나 링고 《가수의 즐거움 ~그 첫 번째~》 | 다음                                                                           |
| 도쿄 스카 파라다이스 오케스트라 《Stompin' On DOWN BEAT ALLEY》 | 시나 링고 《가수의 즐거움 ~그 첫 번째~》 | Various Artists 《2002 FIFA World Cup™ Official Album ~Songs of KOREA/JAPAN~》 |
|                                                                 |                                          |                                                                                |
|                                                                 |                                          |                                                                                |